# Sepia elobyana
Sepia elobyana е вид главоного от семейство Sepiidae.

## Разпространение и местообитание
Видът е разпространен в Бенин, Габон, Гамбия, Гана, Гвинея, Гвинея-Бисау, Екваториална Гвинея (Биоко), Камерун, Кот д'Ивоар, Либерия, Нигерия, Сиера Леоне и Того.
Обитава крайбрежията на заливи.